# Wesley Sneijder
Wesley Benjamin Sneijder, nizozemski nogometaš, * 9. junij 1984, Utrecht, Nizozemska.
Wesley Sneijder je nekdanji nogometni vezni igralec in dolgoletni član nizozemske reprezentance. 